# Papir de Zòsim de Panòpolis
Papir de Zòsim de Panòpolis és un papir que data del segle iii, trobat a Egipte i escrit per Zòsim de Panòpolis,(Panòpolis) el primer alquimista documentalment reconegut. La importància d'aquest papir es troba en què és la més antiga recepta de cervesa de la qual es tenen proves escrites.